# Trinta-réis-de-bando
Trinta-réis-de-bando (nome científico: Thalasseus acuflavidus) é uma espécie de ave marinha que pertence à família dos larídeos.

## Subespécies
São reconhecidas duas subespécies:

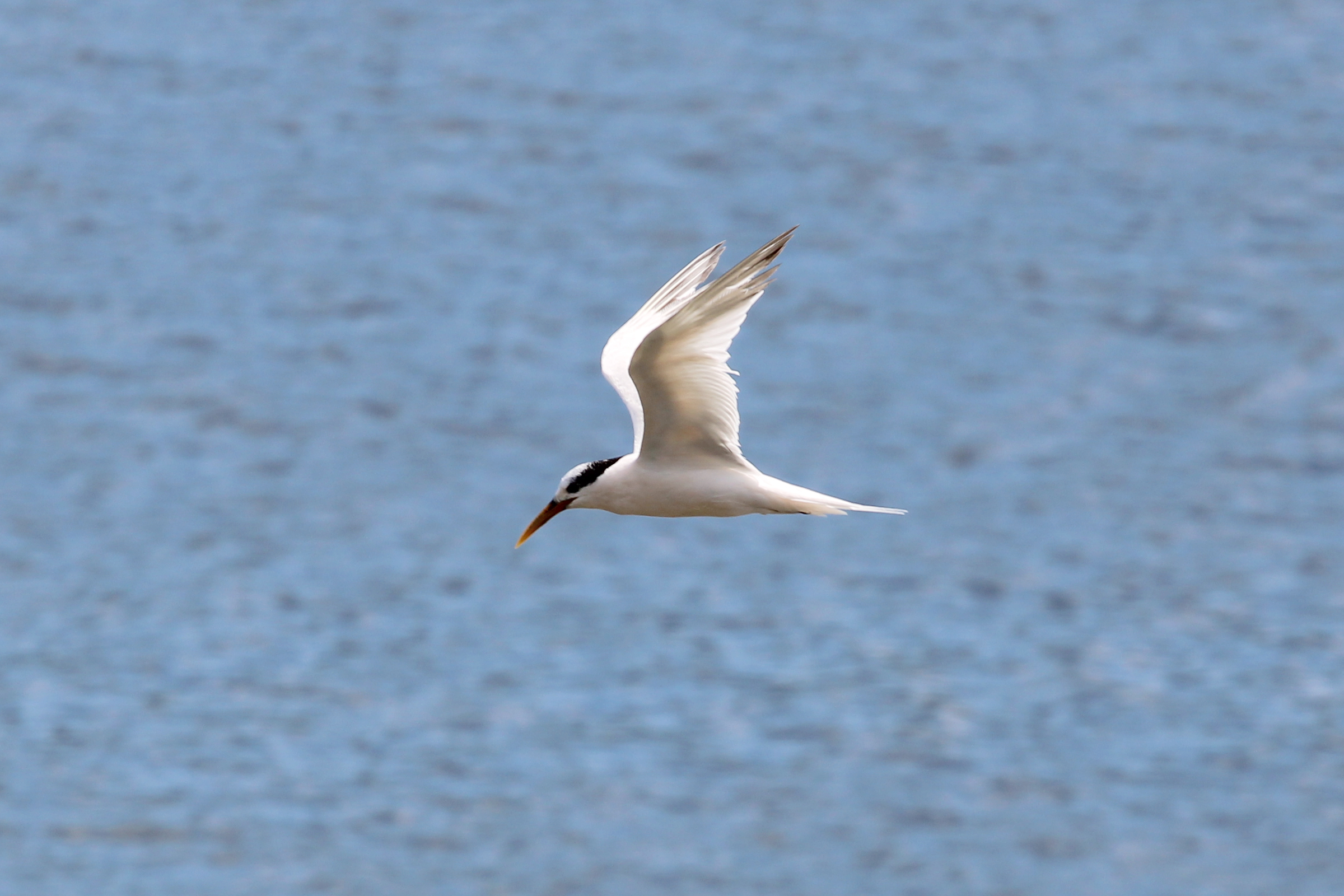
Thalasseus acuflavidus eurygnathus, Guaraqueçaba.

- Thalasseus acuflavidus acuflavidus (Cabot, 1847) - ocorre do leste da América do Norte até o sul do Caribe; no inverno pode ser encontrado até o sul do Peru e também no Uruguai;
- Thalasseus acuflavidus eurygnathus (H. Saunders, 1876) ocorre nas ilhas costeiras da Venezuela, nas Guianas, no leste do Brasil até o sul da Argentina.